# Rizobials
Els rizobials (Rhizobiales) és un ordre d'alfaproteobacteris. Són gramnegatius. Els rhizobia, que són fixadors de nitrogen i són simbiòtics en les arrels de les plantes. apareixen en diverses famílies diferents aquí. Els Bradyrhizobiaceae, Hyphomicrobiaceae, Phyllobacteriaceae, i Rhizobiaceae són les quatre famílies que contenen, com a mínim, sis gèneres de bacteris fixadors de nitrogen en nòduls radiculars de les lleguminoses. Exemples són els gèneres Bradyrhizobium i Rhizobium. Espècies de Methylocystaceae són metanotrofs, que usen metanol (CH₃OH) o metà (CH₄) acom única font de carboni i d'energia. Altres gèneres importants són Bartonella (patogen) i Agrobacterium (usat en enginyeria genètica).